# Honeywell/ITEC F124
Honeywell/ITEC F124 je dvouproudový motor s nízkým obtokovým poměrem vyvinutý z civilního typu Honeywell TFE731. F125 je varianta s přídavným spalováním. Vývoj motoru začal na konci 70. let pro letoun AIDC F-CK Indigenous Defence Fighter (IDF) tchajwanského letectva a k prvnímu rozběhu došlo v roce 1979. Od té doby byly motory F124/F125 zamýšleny pro použití v letounech jako T-45 Goshawk a SEPECAT Jaguar. V současné době pohání letouny Aero L-159 Alca a Alenia Aermacchi M-346. Motor F124 má poněkud neobvyklou konstrukci pro dvouhřídelový turbínový motor - ve vysokotlaké části je použit axiální i radiální kompresor. V současné době existují pouze tři výrobní varianty motoru, třebaže po dobu životnosti motoru se objevily návrhy na další verze.

## Použití
F124
- Alenia Aermacchi M-346 Master
- Aero L-159 Alca
- Boeing X-45

F125
- AIDC F-CK-1 Ching-kuo

## Specifikace (F124-GA-100)

### Technické údaje
- Typ: dvouhřídelový dvouproudový motor s nízkým obtokovým poměrem
- Délka: 259 cm
- Průměr: 91,4 cm
- Suchá hmotnost: 521,6 kg

### Součásti motoru
- Kompresor: tři stupně dmychadla (nízkotlaký kompresor) čtyřstupňový vysokotlaký axiální kompresor a jeden radiální vysokotlaký kompresor
- Spalovací komora:
- Turbína: jednostupňová vysokotlaká a jednostupňová nízkotlaká turbína

### Výkony
- Maximální tah: 6280 lbf (28 kN)
- Celkový poměr stlačení: 19.4:1
- Obtokový poměr: 0,49:1
- Měrná spotřeba paliva: 0,78 lb/lbf-hr (82,6 kg/kN-hr)
- Poměr tah/hmotnost: 5,3:1

### Podobné motory
- Garrett TFE731
- IHI Corporation XF5
- Ivčenko-Progress AI-222
- Lotarjov DV-2
- Rolls-Royce Turbomeca Adour